# Commix
Commix est un groupe britannique de drum and bass, originaire de Cambridge. Il est composé uniquement de George Levings.

## Histoire
Basé à Cambridge, Commix était à l'origine composé de George Levings, Guy Brewer et Conrad Whittle. En tant qu'équipe de DJ/production, ils commencent à travailler ensemble en 2002 et sortent une série de singles de 12 pouces sur les labels Aquasonic, Tangent Recordings, Good Looking Records, Creative Source et Brand.nu, avec des morceaux notables tels que Feel Something en 2003 ou encore Herbie et Surround en 2004. Après le départ de Whittle, Commix a signé en 2005 chez Metalheadz, le label de Goldie. Le trio s'est rencontré lors d'une compétition internationale de Pokémon.
Le morceau signature de Commix, Satellite Song, a fait partie de la compilation Metalheadz Winter of Content, tandis que deux autres morceaux prisés de la scène club (Urban Legend et If I Should Fall) furent publiés sur un single de 12 pouces. Leur premier album, Call to Mind, sort à l'été 2007, avec des critiques généralement positives,,. Call to Mind était la deuxième sortie d'un album d'artiste sur le label Metalheadz, après Malice in Wonderland de l'alter-ego Rufige Kru de Goldie. Le duo remixe également des titres d'artistes tels que Bebel Gilberto, Adam F et DJ Die.
Brewer quitte le groupe en mars 2012, faisant de Levings le seul membre du projet. En 2016, du contenu inédit apparaît sur la page SoundCloud de Commix, qui rend davantage hommage au sound design plutôt qu'aux échantillons. Plus tard, le deuxième album studio est annoncé pour une sortie sur le label Metalheadz. Le sampler Generation 1 sort en avril 2016, marquant la première sortie après cinq ans.

## Influences
Le style musical de Commix est influencé par de très nombreux genres musicaux. Leur son fait dialoguer des éléments de liquid funk, de techno, de soul et même de house. Levings jouait du saxophone, de la flûte et du piano, avant de s'aventurer dans les scènes du hip hop et de la musique électronique[réf. nécessaire]. De même, Brewer avait un intérêt très éclectique pour la musique avant d'être initié à la drum and bass.
En tant qu'artiste solo, Levings a introduit un style moins dépendant des échantillons sonores (samples) mais plutôt de la conception sonore (sound design). La page SoundCloud indique que Commix « apparaîtra prospectivement avec un sens renouvelé de l'objectif ».

## Discographie

### Albums studio
- 2007 : Call to Mind
- 2012 : Dusted

### Compilations
- 2004 : The Future Sound of Cambridge
- 2008 : The Future Sound of Cambridge 3
- 2009 : FabricLive.44 (février 2009)
- 2009 : Metalheadz (avec Goldie)
- 2010 : Re: Call to Mind

### Singles
- 2003 : Feel Something / Soul Rebels
- 2003 : Give You Everything / I'll Take You There
- 2003 : Something Better / All You Need
- 2004 : I Want to Know / Hold on Be Strong (avec Logistics)
- 2004 : You'll See / Trojan
- 2004 : Herbie / Variations
- 2004 : Take You Higher / Gets Me Higher (avec Greg Packer)
- 2004 : Together
- 2004 :  Brass Eye / Solitude (with SKC & Bratwa)
- 2004 : Surround / Deep Joy
- 2005 : Black Queen / Five Reasons (Syncopics Remix) (avec Hotbox)
- 2005 : Satellite Song
- 2005 : Urban Legend / If I Should Fall
- 2005 : Midas Touch
- 2005 : Five Reasons
- 2005 : Providence / Hot Flush
- 2005 : How You Gonna Feel (feat. Steve Spacek)
- 2006 : The Perfect Blue
- 2007 : Be True / Satellite Type 2
- 2007 : Faceless (Marcus Intalex Remix) / Solvent
- 2007 : Talk To Frank / Electric
- 2009 : Envious / Justified
- 2011 : Double Double
- 2016 : Generation 1
- 2016 : Generation 2
- 2017 : Old School String / Kosmos 2251 / Shine Bright
- 2018 : Reminisce
- 2018 : Dispatch Dubplate 12
- 2018 : Generation 3
- 2018 : Loves Cruel Game
- 2018 : Only
- 2018 : Spaces
- 2018 : Visions
- 2018 : Black Sand
- 2018 : Acid Lake
- 2018 : Destination
- 2018 : Whatever You Want
- 2018 : Identify
- 2018 : Backchat / Games
- 2019 : Valley Groove / Stuck In A Loop (avec Adred & TC1)

### Remixes
- DJ Fresh – When The Sun Goes Down (Commix Remix) (2004)
- Bebel Gilberto – Aganjú (2004)
  - (Commix Vocal Mix) (2004)
  - (Commix Dub Mix) (2004)
- DJ Die – Autumn (Remixed by Commix) (2004)
- Suv – Suenos Different (Commix Remix) (2004)
- Vice Versa – Luck of the Draw (Commix Remix) (2004)
- Tactile – Aldabra (Commix Remix) (2006)
- Brooklyn – Stages (Commix Remix) (2006)
- DJ Trax – Tomorrows New Dawn (Commix Remix) (2006)
- Rufige Kru – Is This Real (I'm Not Sure – Remix) (2007)
- The Nextmen – Dig No Wrong (Commix Remix) (2007)
- Origin Unknown – Lunar Bass (Commix VIP) (2008)
- Alex Reece – Basic Principles (Commix Remix) (2010)
- Avalanches – Tonight (Commix Remix) (2012)
- SpectraSoul – Away With Me (CMX Remix) (2013)
- DJ Suv - Suenos Different (Commix Remix) (2015)
- I Wannabe - Dreams (Commix Remix) (2018)
- Data –  The Causeway (Commix Remix) (2020)
- Kid Drama – Impulse 1 (Commix Remix) (2021)